# Aumur
Aumur ist eine französische Gemeinde im Département Jura in der Region Bourgogne-Franche-Comté. Sie gehört zum Arrondissement Dole und zum Kanton Tavaux.  

## Geographie
Die Gemeinde liegt rund zehn Kilometer südwestlich der Arrondissement-Hauptstadt Dole an der Grenze zum benachbarten Département Côte-d’Or. Die Nachbargemeinden sind im Norden Abergement-la-Ronce, im Südosten und Süden Saint-Aubin, im Südwesten Franxault (Dép. Côte-d’Or), im Westen Losne (Dép. Côte-d’Or) und im Nordwesten Saint-Symphorien-sur-Saône (Dép. Côte-d’Or).
Die Autobahn A36 streift das Gemeindegebiet im äußersten Nordwesten.

## Bevölkerungsentwicklung
| Jahr                       | 1962 | 1968 | 1975 | 1982 | 1990 | 1999 | 2008 | 2017 |
| Einwohner                  | 215  | 231  | 259  | 325  | 314  | 343  | 362  | 366  |
| Quellen: Cassini und INSEE |      |      |      |      |      |      |      |      |